# Lanzettblättrige Aster
Die Lanzettblättrige Aster (Symphyotrichum lanceolatum (Willd.) G. L. Nesom, Synonym: Aster lanceolatus Willd.), auch Lanzett-Herbstaster ist eine ursprünglich in Nordamerika beheimatete Asternart, die seit dem 19. Jahrhundert auch in Mitteleuropa zu finden ist.
Carl Ludwig Willdenow beschrieb die Art erstmals; es existieren auch einige synonyme Bezeichnungen anderer Autoren wie Aster paniculatus (nach Lamarck) oder Aster novi-belgii agg. Wie die anderen nordamerikanischen Arten wird die Lanzettblättrige Aster nicht mehr zur Gattung der Astern im strengeren Sinne gezählt, sondern zu den Herbstastern (Symphyotrichum).

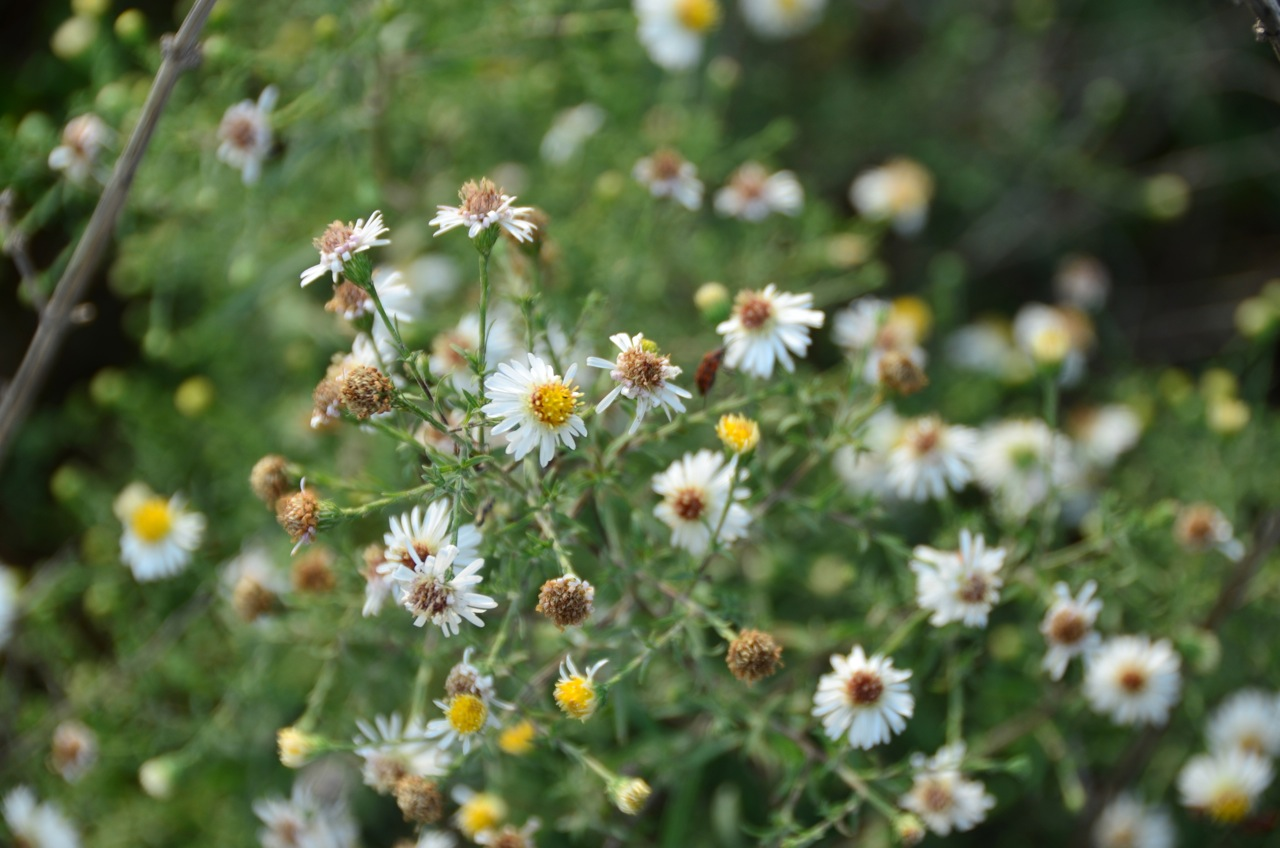
Lanzett-Herbstaster (Symphyotrichum lanceolatum)

## Merkmale
Die Lanzettblättrige Aster ist der Neubelgischen Aster sehr ähnlich.
Sie lässt sich von dieser allerdings gut durch die Hüllblätter unterscheiden. Sie sind 4–6 mm lang und die äußeren Hüllblätter sind höchstens halb so lang wie die inneren. Die Hüllblätter sind am Grunde weiß und lederig, die inneren allmählich und lang zugespitzt.
Die ausdauernde Pflanze wird 30 bis 100 cm hoch, bei gutem Nährstoffangebot kann sie auch eine Höhe von 150 cm erreichen. Der aufrechte Stängel ist kantig, leicht verzweigt sowie kurz und weiß behaart. Die bis zu 7,5 cm langen Stängelblätter sind lanzettlich mit glatten oder leicht gesägten Rändern und werden im oberen Teil der Pflanze immer kleiner.
Die duftlosen Blütenköpfe haben einen Durchmesser von 1,5 bis 2 cm. 20 bis 40 weiße Zungenblüten umgeben die kleinen gelben oder rötlichen Röhrenblüten.

## Ökologie
Die Blütezeit der Lanzettblättrigen Aster reicht von August bis September. Die abgeflachten, weiß oder hellbraun behaarten Achänen werden durch den Wind verbreitet.

## Vorkommen
Die Lanzettblättrige Aster ist in Europa ein eingebürgerter Neophyt aus Nordamerika. Ihre Heimat ist das südliche Kanada, die Vereinigten Staaten und das nördliche Mexiko. Ursprünglich als Zierpflanze eingeführt, ist sie durch die Windaussaat verwildert und findet sich als gewässerbegleitende Pflanze in Nord- und Mitteleuropa. Sie kommt in Mitteleuropa besonders in Gesellschaften der Ordnung Convolvuletalia vor. Das Bundesamt für Naturschutz führt sie auf der Schwarzen Liste für invasive Arten. Außerhalb Europas ist die Art ein Neophyt auf den Kanaren und in Neuseeland.
In Deutschland gilt die Lanzettblättrige Aster als nicht gefährdet und erfährt daher keinen besonderen gesetzlichen Schutz.